# Дитизонат кадмия
Дитизонат кадмия — хелатное соединение металла кадмия, формулой Сd(С13H11N4S)2. При нормальных условиях представляет собой красные кристаллы.

## Получение
- Действие дитизона на соли кадмия(II):

{\displaystyle {\mathsf {2C_{6}H_{5}N{\text{=}}NC{\text{-}}S{\text{-}}N_{2}H_{2}C_{6}H_{5}+CdBr_{2}\rightarrow (C_{6}H_{5}N{\text{=}}NC{\text{-}}S{\text{-}}N_{2}HC_{6}H_{5})_{2}Cd+2HBr}}}

## Свойства
Дитизонат кадмия образует красное вещество, устойчивое в щелочных растворах.